# Lecythidaceae
Lecythidaceae este o familie de plante cu flori din ordinul Ericales ce conține 20 de genuri și aproximativ 250 până la 300 de specii de plante lemnoase, răspândite în zonele tropicale din America de Sud și Madagascar. 

## Taxonomie

### Subfamilii
Conform celor mai recent analize moleculare realizate de Mori et al. (2007), cele trei subfamilii sunt:
- Foetidioideae (Foetidiaceae) din Madagascar doar Foetidia.
- Planchonioideae (incluzând Barringtoniaceae) răspândite la tropicele Lumii Vechi.
- Lecythidoideae (Lecythidaceae) răspândite la tropicele Lumii Noi.

### Genuri
- Abdulmajidia Whitmore, cunoscută și ca Barringtoniaceae sensu Takhtajan 1997 [3]
- Allantoma Miers
- Asteranthos Desf., cunoscută și ca Asteranthaceae [3]
- Barringtonia J.R.Forst. & G.Forst., cunoscută și ca Barringtoniaceae  [3]
- Bertholletia Bonpl.
- Careya Roxb., cunoscută și ca Barringtoniaceae [3]
- Cariniana Casar.
- Chydenanthus Miers, cunoscută și ca Barringtoniaceae [3]
- Corythophora R.Knuth
- Couratari Aubl.
- Couroupita Aubl.
- Crateranthus Baker f., incertae sedis conform Takhtajan, probabil Napoleonaeaceae [3]
- Eschweilera Mart. ex DC.
- Foetidia Comm. ex Lam., cunoscută și ca Foetidiaceae [3]
- Grias L.
- Gustavia L.
- Lecythis Loefl.
- Napoleonaea P.Beauv., cunoscută și ca Napoleonaeaceae [3]
- Petersianthus Merr., cunoscută și ca Barringtoniaceae [3]
- Planchonia Blume, cunoscută și ca Barringtoniaceae [3]